# Kerkwerve
Kerkwerve est un village appartenant à la commune néerlandaise de Schouwen-Duiveland, situé dans la province de la Zélande. Le 2 janvier 2008, le village comptait 1 056 habitants.
Kerkwerve était une commune indépendante jusqu'au 1er janvier 1961. À cette date, la commune fusionna avec Elkerzee, Duivendijke et Ellemeet pour former la nouvelle commune de Middenschouwen. En 1813, la commune de Kerkwerve avait déjà absorbé les petites communes de Nieuwerkerke et Rengerskerke en Zuidland.